# Mezquita Roja
Lal Masjid (Urdu: لال مسجد; traduce: Mezquita Roja) es un mezquita ubicada en Islamabad, la capital del Pakistán. La mezquita es anexada dos escuelas islámicas una para mujeres y otra para varones llamada Jamia Hansa.

## Historia
La mezquita roja fue construida en 1965, y lleva este nombre debido al color de sus paredes interiores. Desde sus inicios, la mezquita ha gozado del patronaje de las personas más influyentes de la sociedad pakistaní, incluyendo miembros del gobierno, militares, y presidentes. Las instalaciones y seminarios aledaños, a la mezquita ha sido por mucho tiempo el centro de enseñanzas hoy consideradas como radicales. 
La mezquita jugó un papel muy importante en el reclutamiento de militantes muyahidines durante la Guerra Civil Afgana. Los líderes religiosos a cargo de la mezquita eran desde 1990 hasta el 10 de julio de 2007 los hermanos Abdul Aziz Ghazi y Abdul Rashid Ghazi, quienes habían heredado su autoridad religiosa de su padre Mualana Abdullah y predicaban una versión de línea dura del Islam que llamaba por una implementación de la ley Sharia. Abdul Rashid Ghazi murió durante los incidentes de la toma de la mezquita que concluyeron el 11 de julio de 2007.